# The Melancholy Connection
The Melancholy Connection é uma coletânea musical com um DVD bônus da banda de punk rock sueco Millencolin. Essa coletânea é composta por b-sides de seus singles e 2 sons inéditos. O DVD traz um documentário (making of) do álbum Pennybridge Pioneers, além de um show gravado ao vivo em Colônia na Alemanha.

## Faixas
| Faixa | Título               | Gravado em | Aparece em                      |
| ----- | -------------------- | ---------- | ------------------------------- |
| 01    | "Carry You"          | 2012       | Inédita                         |
| 02    | "Out From Nowhere"   | 2012       | Inédita                         |
| 03    | "Absolute Zero"      | 2002       | Kemp (Single)                   |
| 04    | "Mind The Mice"      | 2008       | Machine 15 (iTunes faixa bônus) |
| 05    | "The Downhill Walk"  | 2002       | Kemp (Single)                   |
| 06    | "E20 Norr"           | 2003       | E20 Norr (Single)               |
| 07    | "Bull By The Horns"  | 2002       | Man or Mouse (Single)           |
| 08    | "Junkie for Success" | 2008       | Detox (Single)                  |
| 09    | "Dinner Dog"         | 2000       | Penguins & Polarbears (Single)  |
| 10    | "Ratboys Masterplan" | 2005       | Shut You Out (Single)           |
| 11    | "Phony Tony"         | 2005       | Ray (Single)                    |
| 12    | "Queens Gambit"      | 2000       | Penguins & Polarbears (Single)  |
| 13    | "Bowmore"            | 2005       | Battery Check (Single)          |
| 14    | "Into The Maze"      | 2002       | Man or Mouse (Single)           |

## A Pennybridge Production
O CD acompanha um DVD com noventa minutos de duração que leva os fãs para dentro do processo de criação de Pennybridge Pioneers com imagens de arquivo nunca antes vistas, entrevistas com a banda e uma performance ao vivo em Colônia, na Alemanha.

### Faixas
1. Intro
2. Hollywood
3. Material Boy (ao vivo)
4. Duck Pond (ao vivo)
5. Recording
6. Hellman (ao vivo)
7. Drums
8. Highway Donkey (ao vivo)
9. Stop To Think (ao vivo)
10. Guitars
11. Right About Now (ao vivo)
12. Working Titles
13. A-Ten (ao vivo)
14. Vocals
15. Devil's Me (ao vivo)
16. Penguin Vocals
17. Penguins (making of)
18. Penguins And Polarbears (videoclip)
19. Backups
20. The Mayfly (ao vivo)
21. Checkmate
22. Pepper (ao vivo)
23. Fox (making of)
24. Fox (videoclip)
25. One More
26. The Ballad (ao vivo)

### Bônus
1. No Cigar (ao vivo)
2. Fox (ao vivo)
3. Penguins And Polarbears (ao vivo)